# Rahanal
Rahanal es una  ciudad censal situada en el distrito de Thane en el estado de Maharashtra (India). Su población es de 10928 habitantes (2011). Se encuentra a 10 km de Thane y a 45 km de Bombay.

## Demografía
Según el censo de 2011 la población de Rahanal era de 10928 habitantes, de los cuales 6233 eran hombres y 4695 eran mujeres. Rahanal tiene una tasa media de alfabetización del 84,30%, superior a la media estatal del 82,34%: la alfabetización masculina es del 89,17%, y la alfabetización femenina del 77,58%.